# Арцтовський (антарктична станція)
Арцто́вський — польська наукова антарктична станція на острові Кінг-Джордж (Ватерлоо), в групі Південних Шетландських островів.

## Історія
Станцію названо ім'ям польського дослідника Антарктики професора Львівського університету Генрика Арцтовського.
Відкрита 26 лютого 1977 року.
З 2022 року зміну наукових експедицій на польській антарктичній станції «Арцтовський» забезпечує Україна за допомогою науково-дослідного судна-криголама «Ноосфера» в ході щорічних сезонних навігацій.

## Галерея

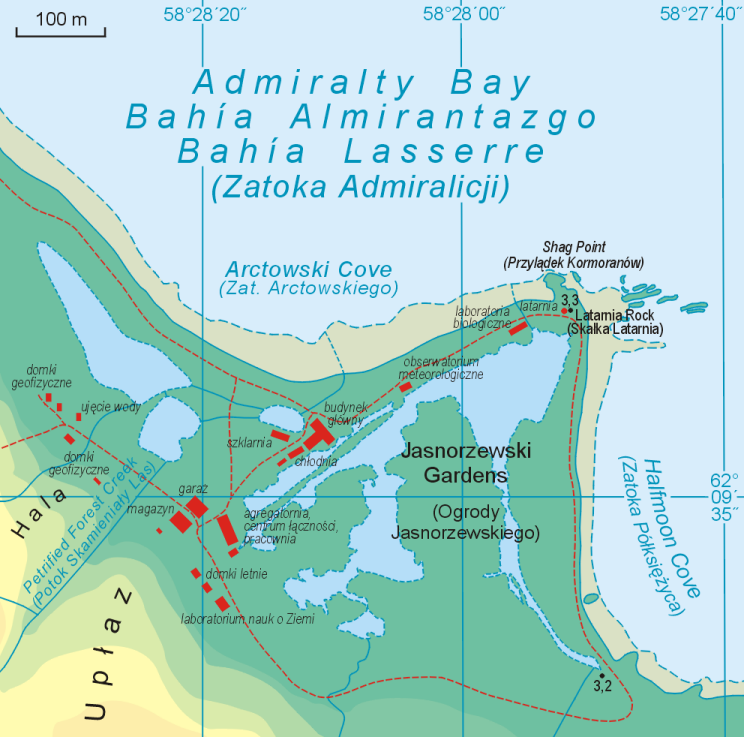
Карта станції
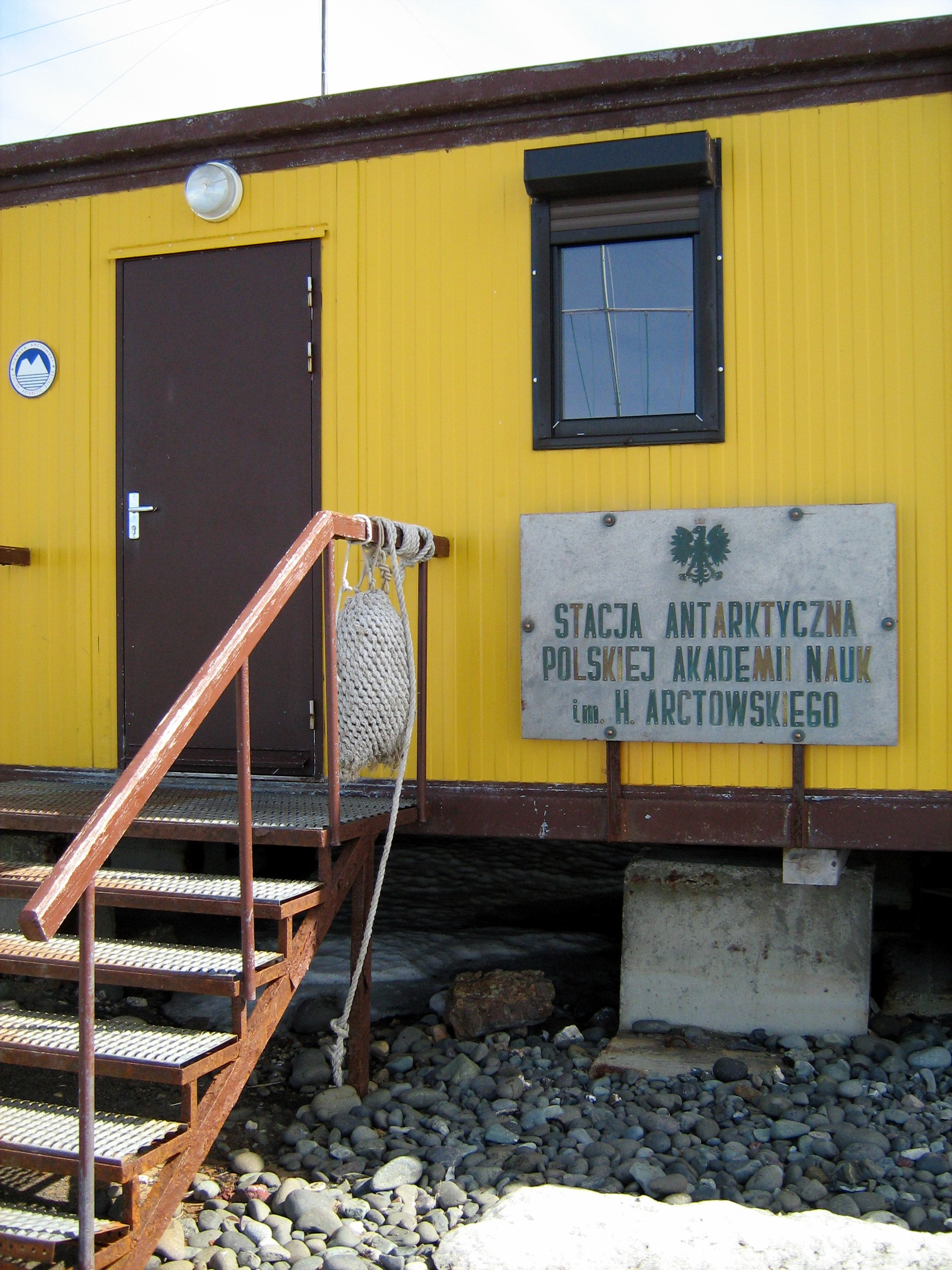
Вхід до адміністративної будівлі
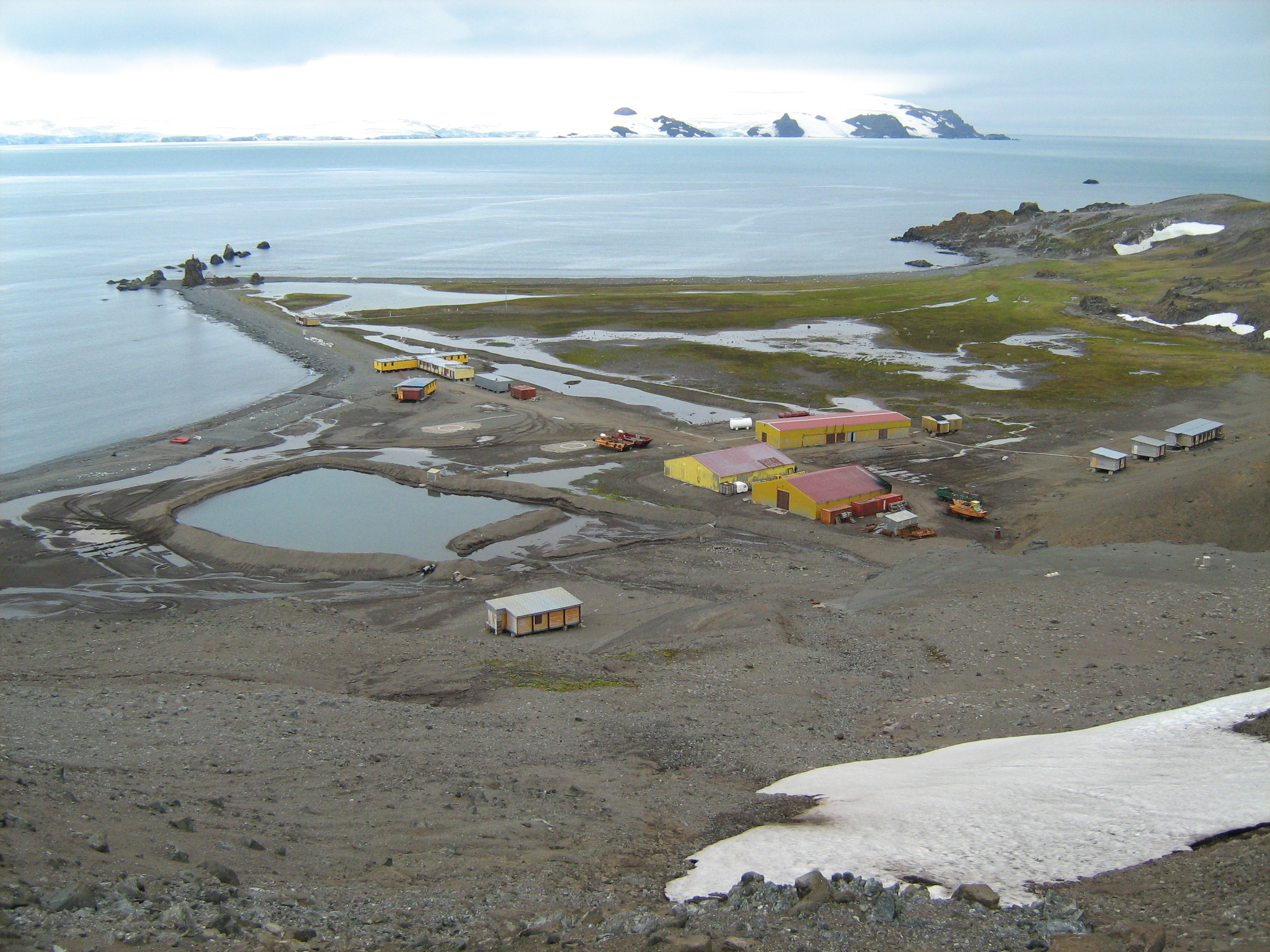
Панорама станції
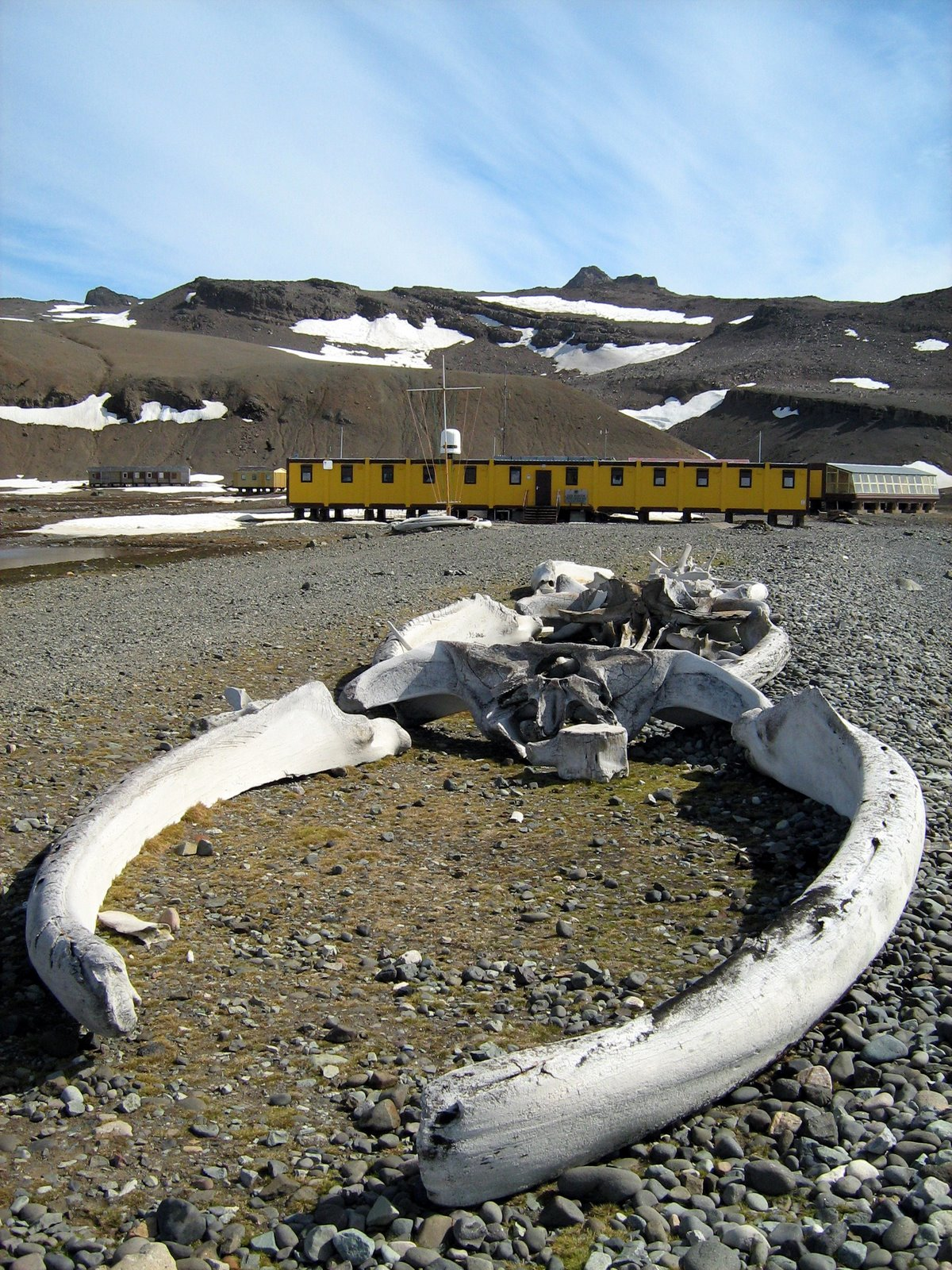
Китові кістки на станції
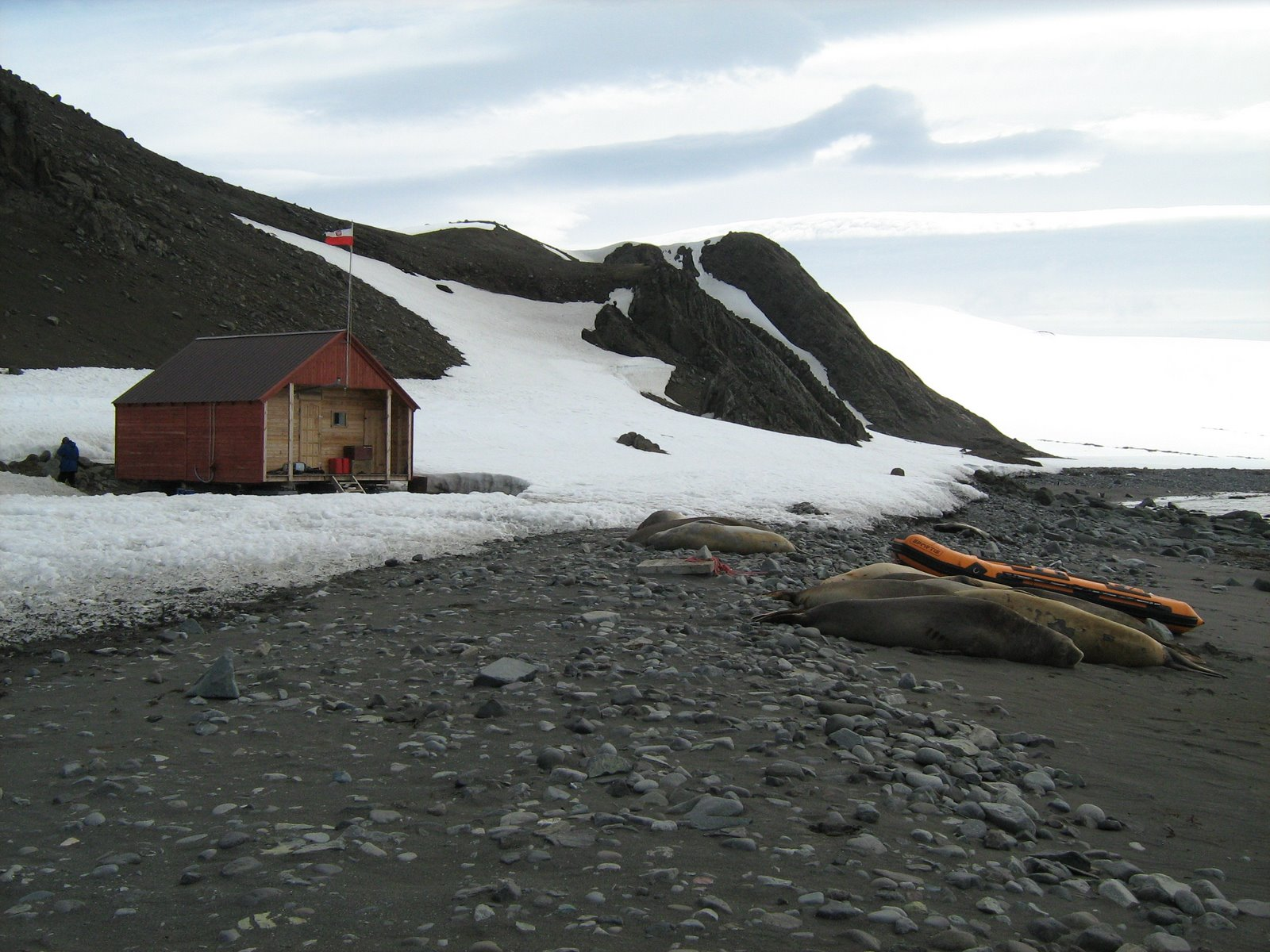
Одна з будівель
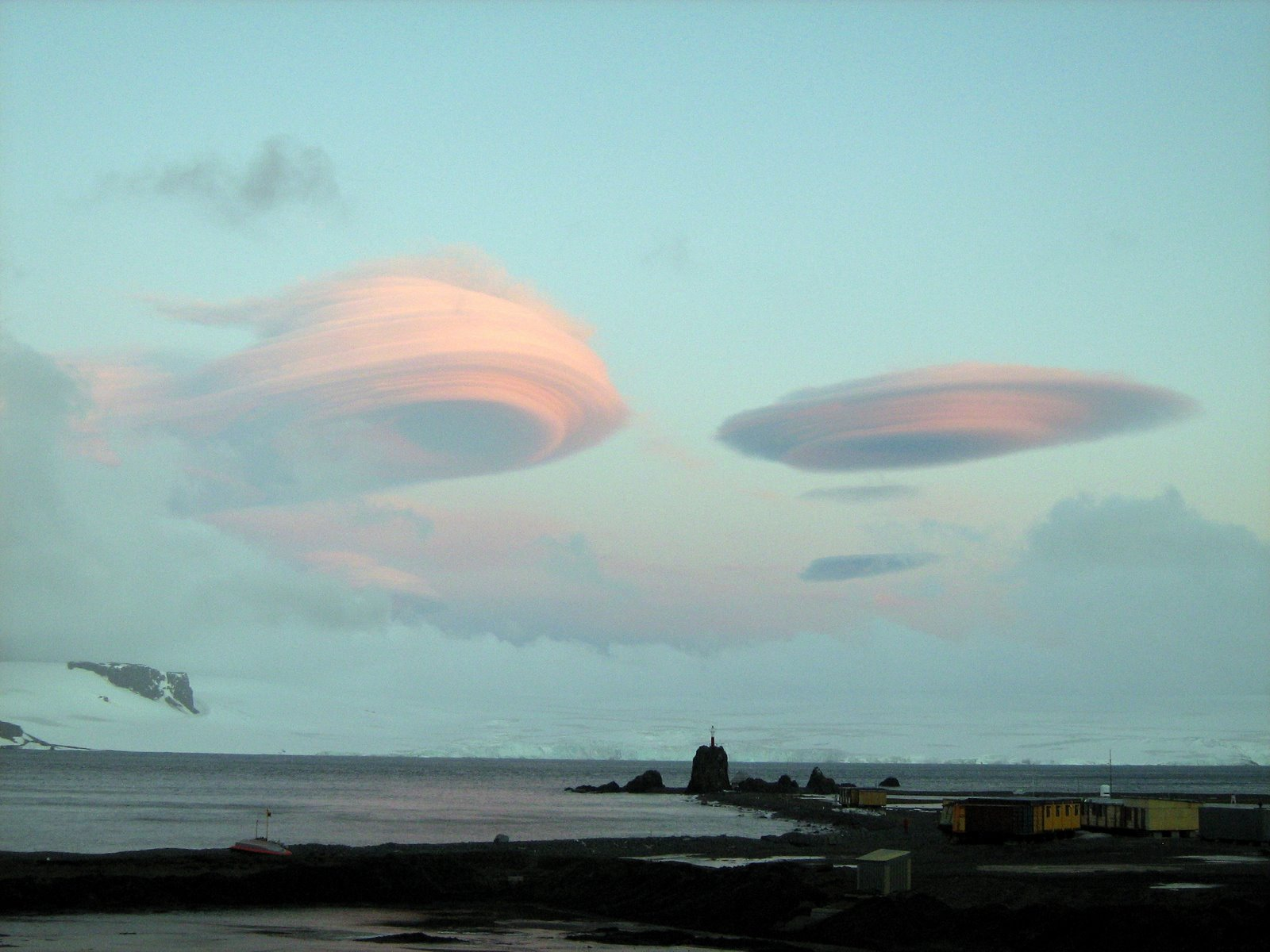
Лентикулярні хмари в районі станції